# Reemplazo percutáneo de válvula aórtica
El reemplazo percutáneo de válvula aórtica (PAVR ), también conocido como implante percutáneo de válvula aórtica (PAVI, por sus siglas en inglés), implante percutáneo de válvula aórtica (TAVI ) o reemplazo transcatéter de válvula aórtica (TAVR ), es el reemplazo de la válvula aórtica del corazón a través de los vasos sanguíneos (a diferencia del reemplazo valvular mediante cirugía a corazón abierto). La válvula de reemplazo se implanta a través de uno de varios métodos de acceso: transfemoral (en la parte superior de la pierna), transapical (a través de la pared del corazón), subclavia (debajo de la clavícula), aórtica directa (a través de una incisión quirúrgica mínimamente invasiva en la aorta)y transcava (de un orificio temporal en la aorta cerca del ombligo a través de una vena en la parte superior de la pierna), entre otros.
La estenosis aórtica sintomática grave conlleva un mal pronóstico. En la actualidad, no existe una cura médica, por lo que el momento del reemplazo de la válvula aórtica es la decisión más importante que deben tomar estos pacientes. 
Hasta hace poco, el reemplazo quirúrgico de la válvula aórtica era el estándar de atención en adultos con estenosis aórtica sintomática grave. Sin embargo, los riesgos asociados con el reemplazo quirúrgico de la válvula aórtica aumentan en pacientes de edad avanzada y en aquellos con insuficiencia cardíaca sistólica grave o enfermedad arterial coronaria concomitantes , así como en personas con comorbilidades como enfermedad cerebrovascular y arterial periférica , enfermedad renal crónica.y disfunción respiratoria crónica.
Las prótesis de TAVR se clasifican principalmente según su mecanismo de expansión :
- Válvulas autoexpandibles: Se expanden solas tras su colocación.
- Válvulas expandibles por balón: Se expanden con un balón durante la implantación. 
- Válvulas mecánicamente expandibles: Tuvieron una menor representación en el mercado y su producción ha cesado. 